# Kiudang
Kiudang (malaiisch Mukim Kiudang) ist ein Mukim (Subdistrikt) des Daerah Tutong in Brunei. Er hat 5.924 Einwohner (Stand: Zensus 2016).

## Geographie
Der Mukim liegt im Osten des Distrikts und grenzt an die Mukim Keriam im Norden, Lamunin im Süden und Tanjong Maya im Westen und Pekan Tutong im Nordwesten, außerdem an Pengkalan Batu im Distrikt Brunei-Muara im Nordosten und Limbang, Sarawak in Malaysia im Südosten.

## Kampung Kiudang
Kampung Kiudang (postcode TE1543) ist das namengebende Dorf des Mukim die Gegend wird großenteils von Primärwald geprägt.
Das Dorf untersteht einem ketua kampung. 2017 war der Amtsinhaber Muhammad Saiful bin Abdullah Anja. Es gibt auch ein Majlis Perundingan Kampung (Village Consultative Council).

## Infrastruktur
Es gibt zwei öffentliche Schulen in Kiudang: Sekolah Rendah Kiudang (Kiudang Primary School), sowie die Sekolah Ugama Kiudang (Kiudang Religious School, Islamschule)
Pengiran Muda 'Abdul Wakeel Mosque dient den gläubigen Muslimen vor allem für das Freitagsgebet (Jumu'ah). Die Moschee wurde neu gebaut um genug Platz zu schaffen.

## Auszeichnungen
Kiudang hat einige Preise und Aufmerksamkeit gewonnen, unter anderem die Bronze-Medaille Anugerah Kampung Cemerlang (Excellent Village Award 2013). Außerdem wurde das Dorf 2015 von der Entwicklungshilfeorganisation BIMP-EAGA (East ASEAN Growth Area) als Gemeinschafts-basiertes Ökotourismus-Dorf ausgezeichnet. 2017 erlangte Kiudang den Tourism Award der ASEAN.